# Gummy
Park Ji Yeon (Hangul: 박지연; sinh ngày 8 tháng 4 năm 1981), còn được biết đến với nghệ danh Gummy (Hangul: 거미), là một nghệ sĩ Hàn Quốc trực thuộc C-JeS Entertainment.

## Sự nghiệp

### 2003-2009: Ra mắt và tạo nên một bước đột phá thành công
Gummy ra mắt năm 2003 với album Like Them. Album thứ hai của cô, It's Different, được phát hành vào ngày 9/9/2004. Bài hát chủ đề Memory Loss (기억상실), đã đem tới cho Gummy rất nhiều thành công, sự công nhận và giúp Gummy thắng giải Bonsang tại Golden Disk Awards thứ mười chín. Cùng năm đó, Gummy cũng giành được giải tại Mnet KM Music Festival năm 2004 cho bài hát Memory Loss.
Cô phát hành album thứ 4 với tên gọi Comfort vào ngày 12/3/2008, đó là album đầu tiên được phát hành sau 3 năm. Album đã bị hoãn lại nhiều lần vì Gummy muốn phát hành một album với chất lượng tốt để thể hiện sự trưởng thành của tố chất nghệ sĩ trong cô. Ca khúc dẫn đầu là I'm sorry (미안해요) cùng với T.O.P của Big Bang; T.O.P cũng xuất hiện trong MV cùng với Sandara Park của 2NE1. Một tuần sau khi ca khúc phát hành, nó đã leo lên top đầu rất nhiều các bảng xếp hạng.

### 2010: Quay trở lại và album Loveless (EP)
Ngày 12/4/2010, YG Entertainment thông báo kế hoạch cho việc quay trở lại của Gummy cùng với Big Bang, 2NE1, và Se7en. Một tuần sau, thông tin đã được tiết lọ rằng Gummy sẽ quay trở lại với mini album có tên gọi Loveless. Một MV cùng với bài hát đầy đủ trong số những ca khúc của album đã phát hành vào ngày 21/4. Loveless được phát hành ngày 29/4, và kế hoạch quảng bá album bắt đầu vào tháng 5 cùng năm.
Cô cũng đã phát hành MV cho nhiều bài hát trong album, điển hình như "There is no love", đã trình diễn trên sân khâu comeback.
2013: Kỉ niệm 10 năm ca hát, OST phim "That's Winter, The Wind Blows", mini album tiếng Nhật thứ 2 và kết thúc hợp đồng
Gummy kỉ niệm 10 năm ca hát của cô vào năm 2013, cô tổ chức kỉ niệm bằng một buổi fan meeting.
Gummy phát hành ca khúc chủ đề cho bộ phim "That Winter, the Wind Blows", "Snow Flower". Ca khúc này ngay sau đó đã trở thành hit lớn và đạt thứ hạng cao trên các BXH âm nhạc trực tuyến của Hàn Quốc. Gummy biểu diễn ca khúc này trên chương trình âm nhạc Inkigayo của đài SBS.
Gummy cũng phát hành mini album tiếng Nhật thứ hai, Fate(s), cô đồng thời trực tiếp tham gia vào quá trình sản xuất album với sự giúp đỡ của nhà sản xuất Jeff Miyahara, người từng sản xuất ca khúc cho  Amuro Namie, V6, KAT-TUN và các nghệ sĩ Nhật Bản nổi tiếng khác. Gummy cũng hát song ca với hậu bối cùng công ty, thành viên Daesung của nhóm Big Bang, hai MV được phát hành cho ca khúc chủ đề "Shinjiteru (Believe)".
Tháng 10 năm 2013, Gummy ký hợp đồng với C-JeS Entertainment, rời YG Entertainment.

## Danh sách tác phẩm

### Studio albums
| Year | Information | Track Listing |
| ---- | --- | --- |
| 2003 | Like Them - Phát hành: Ngày 7/2/2003 - Hãng đĩa: YG Entertainment - Ngôn ngữ: Tiếng Hàn - Số bản đã bán ra: 75,000       | Các ca khúc 1. 하고 싶은 말 (Words I Want To Say) 2. 그대 돌아오면 (If You Come Back To Me) 3. 친구라도 될 걸 그랬어 (We Should’ve Been Friends) 4. Wanna Be 5. 나는 (I Am) 6. Do It 7. 부탁 (Request) 8. Phone Call 9. 거기 그대로 (Stay There) 10. 언제라도 (Anytime) 11. 오늘도 온종일 (All Day Long) 12. 가버려 (Go Away) |
| 2004 | It's Different - Phát hành: Ngày 9/9/2004 - Hãng đĩa: YG Entertainment - Ngôn ngữ: Tiếng Hàn - Số bản đã bán ra: 132,000 | Các ca khúc 1. Gummy Skills (Intro) 2. 하고 싶었어 (Wanted To) 3. 내 곁에 잠이 든 이 밤에 (Sleeping Beside Me Tonight) 4. 날 그만 잊어요 (Please Forget Me) 5. 기억상실 (Memory Loss) 6. Love Again (Feat. Ha Dong Kyun) 7. Tonight (Feat. Wheesung) 8. Dance Dance (Feat. Song Baek Kyoung của 1TYM) 9. 그녀보다 내가 뭐가 (What Makes Her Better Than Me) 10. So Much (Feat. Masta Wu) 11. Witches (Doo-Loo-Wap) (Feat. Lee Eun Joo và Im Taebin của 1TYM) 12. Round 1 (Feat. Jinu và Lexy) 13. 인연 (Meant to Be) 14. It (Don't Matter No More) 15. Singing My Blues (Outro) 16. 날 그만 잊어요 (Please Forget me (Acoustic version) (Bonus Track) |
| 2005 | For The Bloom - Phát hành: Ngày 1/9/2005 - Hãng đĩa: YG Entertainment - Ngôn ngữ: Tiếng Hàn - Số bản đã bán ra: 75,000   | Các ca khúc 1. Gummitro 2. Holic 3. 손틈새로 (Hands) 4. 아니 (No) 5. 어른아이 (Childish Adult) 6. 오늘은 헤어지는 날 (Today We Part Ways) 7. Trap 8. 평균 (Average) 9. 혼자만 하는 사랑 (Unrequited Love) 10. 실수 (Mistake) 11. Secret 12. 옷 (Clothes) 13. 저기 가는 사람 (The Person Walking Away) 14. Escape |
| 2006 | Unplugged - Phát hành: Ngày 28/4/2006 - Hãng đĩa: YG Entertainment - Ngôn ngữ: Tiếng Hàn - Số bản đã bán ra: 30,000      | Các ca khúc 1. 그대 돌아오면 (If You Come Back To Me) 2. 친구라도 될 걸 그랬어 (We Should’ve Been Friends) 3. 혼자만 하는 사랑 (Unrequited Love) 4. 손 틈새로..(Hands) 5. 어른아이 (Childish Adult) 6. 날 그만 잊어요 (Please Forget Me) 7. 아니 (No) 8. 하고 싶었어 (Wanted to) 9. 기억상실 (Memory Loss) 10. Dance Dance 11. 나는..(I Am) 12. 부탁 (Request) |
| 2008 | Comfort - Phát hành: Ngày 12/3/2009 - Hãng đĩa: YG Entertainment - Ngôn ngữ: Tiếng Hàn                                   | Các ca khúc 1. Intro: Work it now (Feat. G-Dragon) 2. Clap your hands (Feat. Perry) 3. 미안해요 I'm Sorry (Feat. T.O.P) 4. 사랑하지 말아요 (Don't Fall In Love) 5. 거울을 보다가 (Looking In The Mirror (Feat. Red Roc) 6. Let's Get It Party (Feat. 45RPM) 7. 마지막 파티 (Last Party) 8. 따끔 (Stings) 9. 이별이 아니길 (Hope It's Not A Good bye) 10. I’m gonna miss u (Feat. Kim Ji Eun của Lady Collection) 11. 여기까지만 (That's All From Here Now (Feat. Skull) 12. 환각 (Illusion) 13. 음악이 끝나기 전에 (Before The Music Ends) 14. 미안해요 (I'm Sorry) (Hare trance remix)                                                               |

### Mini albums (EP)
| Year | Information                                                                             | Track Listing |
| ---- | --------------------------------------------------------------------------------------- | --- |
| 2010 | Loveless - Phát hành: Ngày 29/4/2010 - Hãng đĩa: YG Entertainment - Ngôn ngữ: Tiếng Hàn | Tracks 1. 그만 헤어져 (Let's Break Up) 2. Because Of You 3. 사랑은 없다 (There is No Love) 4. 남자라서 (Because You're a Man) 5. 어떡해 (What Can I Do) 6. 누구세요 (Who Are You?) (Feat. Bigtone) |

### Ca khúc nhạc phim
| 2004 | A Moment to Remember (Korean: 내 머리 속의 지우개) OST - Phát hành: Ngày 26/10/2004    | 날그만잊어요 (Please Forget Me)            |      |                                                                                    |
| 2007 | H.I.T (Korean: 히트) OST - Phát hành: Ngày 11/4/2007                                   | 통증(Pain)                                 |      |                                                                                    |
| 2008 | Sunny (Korean: 님은 먼 곳에) OST - Phát hành: Ngày 26/6/2008                           | 님은 먼 곳에 (My Love is Faraway)          |      |                                                                                    |
| 2008 | The Scale of Providence (Korean: 신의 저울) OST - Phát hành: Ngày 19/9/2008R           | 애심 (Compassion)                          |      |                                                                                    |
| 2008 | General Hospital 2 (Korean: 내게로 오는 길) OST - Phát hành: Ngày 19/12/2008           | 내게로 오는 길 (The Path Towards Me)       |      |                                                                                    |
| 2009 | Telecinema Triangle (Korean: 이별은 사랑 뒤를 따라와) OST - Phát hành: Ngày 19/11/2009 |                                            |      |                                                                                    |
| 2009 | Will it snow For Christmas? OST - Phát hành: Ngày 21/12/2009                           | 그대라서 (Because It's You)                |      |                                                                                    |
| 2010 | Dae Mul/Big Fish (Korean: 대물) OST - Phát hành: Ngày 6/10/2010                        | 죽어도 사랑해 (I Love You Even If You Die) |      |                                                                                    |
| 2010 | Finding Mr. Kim (김종욱 찾기) OST - Phát hành: Ngày 23/11/20100                        | 러브 레시피 (Love Recipe)                  |      |                                                                                    |
| 2011 | Midas (Korean: 마이더스) OST - Phát hành: Ngày 28/2/2011                               | 기다리고 싶어 (I Want to Wait)             |      |                                                                                    |
| 2016 | You Are My Everything (태양의 후예 OST Part.4) Phát hành: ngày 9/3/2016                |                                            | 2016 | Moonlight drawn by clouds (구르미 그린 달빛 Ost Part 3) - Phát hành: Ngày 5/9/2016 |

### Music Videos
| Year | Album          | Title                                                                   |
| ---- | -------------- | ----------------------------------------------------------------------- |
| 2003 | Like Them      | 그대 돌아오면 (If You Come Back To Me) (Feat. Wheesung)                 |
| 2003 | Like Them      | 친구라도 될 걸 그랬어 (We Should’ve Been Friends)                       |
| 2004 | It's Different | 기억상실 (Memory Loss)                                                  |
| 2005 | For The Bloom  | 아니 (No)                                                               |
| 2005 | For The Bloom  | 어른아이 (Childish Adult)                                               |
| 2006 | Unplugged      | 그대 돌아오면 (If You Come Back To Me)                                  |
| 2008 | Comfort        | 미안해요 (I'm Sorry) (Feat. T.O.P và Sandara Park)                      |
| 2010 | Loveless (EP)  | 사랑은 없다 (There is No Love)                                          |
| 2010 | Loveless (EP)  | 남자라서 (Because You're a Man) (Feat. Kim Hyun Joong và Jung Ryeo-won) |
| 2010 | Loveless (EP)  | 어떡해 (What Can I Do)                                                  |
| 2010 | -              | 러브 레시피 (Love Recipe) (Feat. Bobby Kim)                             |

## Giải thưởng
| Years | Awards |
| ----- | --- |
| 2004  | - Golden Disk Awards lần thứ 19: Bonsang - Mnet KM Music Festival năm 2004: Mobile Popularity Award "기억상실" (Memory Loss)                            |
| 2010  | - 2010 Mnet Asian Music Awards: Best Vocal "남자라서" (Because You’re A Man) - 2010 Melon Music Awards: Best R&B Song "남자라서" (Because You’re A Man) |
| 2016  | 2016 Seoul International Drama Awards: Best OST "You are my everything" (Descendants of The Sun)                                                        |